# Spisak kompozicija Arnolda Šenberga
Ovo je spisak kompozicija Arnolda Šenberga, austrijskog kompozitora.

## Kompozicije prema broju opusa
- 2 Gesänge [2 pesme] za baritona, op. 1 (1898)
- 4 Lieder [4 pesme], op. 2 (1899)
- 6 Lieder [6 pesama], op. 3 (1899/1903)
- Verklärte Nacht [Preobražena noć], op. 4 (1899)
- Pelleas und Melisande, op. 5 (1902/03)
- 8 Lieder [8 pesama] za sopran, op. 6 (1903/05)
- 1. gudački kvartet, d-mol, op. 7 (1904/05)
- 6 Lieder [6 pesama] uz pratnju orkestra, op. 8 (1903/05)
- Kammersymphonie [Kamerna simfonija] br. 1, E-dur, op. 9 (1906)
- 2. gudački kvartet, fis-mol (sa sopranom), op. 10 (1907/08)
- Drei Klavierstücke, (tri klavirska komada) op. 11 (1909)
- 2 Balladen [2 balade], op. 12 (1906)
- Friede auf Erden [Mir na zemlje], op. 13 (1907)
- 2 Lieder [2 pesme], op. 14 (1907/08)
- 15 Gedichte aus Das Buch der hängenden Gärten [15 pesama iz knjige o visećim vrtovima] op. 15 (1908/09)
- Fünf Orchesterstücke [5 komada za orkestar], op. 16 (1909)
- Erwartung [Iščekivanje] za sopran i orkestar, op. 17 (1909)
- Die glückliche Hand [Srećna ruka] hor i orkestar, op. 18 (1910/13)
- Sechs Kleine Klavierstücke [6 malih komada za klavir], op. 19 (1911)
- Herzgewächse [Folija srca] za sopran, op. 20 (1911)
- Pierrot lunaire, (Pijero mesečar) op. 21 (1912)
- 4 Lieder [4 pesme] za vokale i orkestar, op. 22 (1913/16)
- 5 Stücke [5 komada] za klavir, op. 23 (1920/23)
- Serenada, op. 24 (1920/23)
- Svita za klavir, op. 25 (1921/23)
- Duvački kvintet, op. 26 (1924)
- 4 Stücke [4 komada], op. 27 (1925)
- 3 Satiren [3 satire], op. 28 (1925/26)
- Svita, op. 29 (1925)
- 3. gudački kvartet, op. 30 (1927)
- Varijacije za orkestar, op. 31 (1926/28)
- Von heute auf morgen [Od danas do sutra] opera u jednom činu, op. 32 (1928)
- 2 Stücke [2 komada] za klavir, op. 33a (1928) & 33b (1931)
- Begleitmusik zu einer Lichtspielszene [Prateća muzika za filmsku scenu], op. 34 (1930)
- 6 Stücke [6 komada] za muški hor, op. 35 (1930)
- Koncert za violinu, op. 36 (1934/36)
- 4. gudački kvartet, op. 37 (1936)
- Kammersymphonie [Kamerna simfonija] br. 2, es-mol, op. 38 (1906/39)
- Kol nidre za hor i orkestar, op. 39 (1938)
- Varijacije na rečitativ za orgulje, op. 40 (1941)
- Oda Napoleonu Bonaparti za vokale, klavir i gudački kvartet, op. 41 (1942)
- Koncert za klavir, op. 42 (1942)
- Tema i varijacije za bend, op. 43a (1943)
- Tema i varijacije za orkestar, op. 43b (1943)
- Preludij za “Genesis” za hor i orkestar, op. 44 (1945)
- Gudački trio, op. 45 (1946)
- Preživeli iz Varšave, op. 46 (1947)
- Fantazija za violinu i klavir, op. 47 (1949)
- 3 pesme, op. 48 (1933)
- 3 narodne pesme, op. 49 (1948)
- Dreimal tausend Jahre [Tri puta hiljadu godina], op. 50a (1949)
- Psalam 130 “De profundis”, op. 50b (1950)
- Moderni psalam, op. 50c (1950, nedovršen)

## Prema žanru

#### Opere
- Erwartung [Iščekivanje] za sopran i orkestar, op. 17 (1909)
- Die glückliche Hand [Srećna ruka] za hor i orkestar, op. 18 (1910/13)
- Von heute auf morgen [Od danas do sutra] opera u jednom činu, op. 32 (1928).[1]
- Moses und Aron [Mojsije i Aron] (1930/32., nedovršena)[2]

#### Horska dela
- Friede auf Erden [Mir na zemlji], op. 13 (1907)
- 3 Satiren [3 satire], op. 28 (1925/26)
- 6 Stücke [6 komada] za muški hor, op. 35 (1930)
- Kol nidre za hor i orkestar, op. 39 (1938)
- Preludij za “Genesis” za hor i orkestar, op. 44 (1945)
- Gudački trio, op. 45 (1946)
- Preživeli iz Varšave, op. 46 (1947)
- 3 narodne pesme, op. 49 (1948)
- Dreimal tausend Jahre [Tri puta hiljadu godina], op. 50a (1949)
- Psalam 130 “De profundis”, op. 50b (1950)
- Moderni psalam, op. 50c (1950, nedovršen)

##### Neobjavljena dela
- Ei, du Lütte [Oh, ti maleni] (1980-e)
- Gurre-Lieder [Pesme iz Gure] (1901/11)
- 3 Volksliedsätze [3 pokreta za narodne pesme] (1929)
- Die Jakobsleiter [Jakovljeve lestve] (1917/22., nedovršeno)

#### Orkestrska dela
- Koncert za violončelo “after Monn’s Concerto in D major for harpsichord” (1932/33)
- Koncert “freely adapted from Handel’s Concerto grosso in B-flat major, op.6, no.7” (1933)
- Svita, G-durr, za gudački orkestar (1934)

#### Kamerna dela
- neimenovano delo u d-molu za violinu i klavir (nepoznata godina)
- Presto, u C-duru za gudački kvartet (1894.(?))
- Gudački kvartet, u D-duru (1897)
- Scherzo, u F-duru, i Trio u molu za gudački kvartet, izbačen iz D-dura za gudački kvartet (1897)
- Verklärte Nacht [Preobražena noć] (gudački sekstet), op. 4 (1899)
- 1. gudački kvartet, d-mol, op. 7 (1904/05)
- 2. gudački kvartet, fis-mol (sa sopranom), op. 10 (1907/08)
- Die eiserne Brigade [Čelična brigada] za klavirski kvintet (1916)
- Serenada za devet izvođača, op. 24 (1920/23)
- Weihnachtsmusik [Božićna muzika] za klavirski kvartet (1921)
- Duvački kvintet, op. 26 (1924)
- Svita za tri klarineta (Es-dur, B-dur i bas), violinu, violu, violončelo i klavir, op. 29 (1925)
- 3. gudački kvartet, op. 30 (1927)
- 4. gudački kvartet, op. 37 (1936)
- Fanfare na motive iz Gurre-Lieder (1945)
- Gudački trio, op. 45 (1946)
- Fantazija za violinu i klavir, op. 47 (1949)

##### Fragmenti
- Ein Stelldichein [Sastanak] za mešoviti kvintet (1905)
- Sonata violinu i klavir (1927)

#### Pesme
- 2 Gesänge [2 pesme] za baritona, op. 1 (1898)
- 4 Lieder [4 pesme], op. 2 (1899)
- 6 Lieder [6 pesama], op. 3 (1899/1903)
- 8 Lieder [8 pesama] za sopran, op. 6 (1903/05)
- 6 Lieder [6 pesama] za orkestar, op. 8 (1903/05)
- 2 Balladen [2 balade], op. 12 (1906)
- 2 Lieder [2 pesme], op. 14 (1907/08)
- 15 Gedichte aus Das Buch der hängenden Gärten [15 pesama iz knjige o visećim vrtovima], op. 15 (1908/09)
- Herzgewächse [Folija srca] za sopran, op. 20 (1911)
- Pierrot lunaire, (Pijero mesečar) op. 21 (1912) (recitat uz pratnju 5 instrumenata)
- Petrarkin sonet iz serenade, op. 24 (1920/23) (bas uz pratnju 7 instrumenata)
- Oda Napoleonu Bonaparti za vokale, klavir i gudački kvartet, op. 41 (1942)
- 3 pesme, op. 48 (1933)

##### Neobjavljene
- Am Strande [Na obali mora] (1909)
- Die Beiden (Sie trug den Becher in der Hand) [To dvoje (Nosila je pehar u svojim rukama)] (1899)
- 8 Brettllieder [8 kabaret pesama] (1901)
- Deinem Blick mich zu bequemen (1903)
- 4 Deutsche Volkslieder [4 nemačke narodne pesme] (1929)
- Ecloge (Duftreich ist die Erde) [Ecloge (Slatka je zemlja)] (1896/97)
- Gedenken (Es steht sein Bild noch immer da) [Misli (Njegova slika je još tu)] (1893/1903.?)
- Gruss in die Ferne (Dunkelnd über den See) [Tuča iz daleka ] (avgust 1900)
- In hellen Träumen hab’ ich dich oft geschaut [U jasnim snovima tako mi se često pojavljuješ] (1893)
- 12 erste Lieder [12 prvih pesama] (1893/96)
- Mädchenfrühling (Aprilwind, alle Knospen) [Devojačko proleće] (1897)
- Mädchenlied (Sang ein Bettlerpärlein am Schenkentor) [Devojačka pesma ] (1897/1900)
- Mailied (Zwischen Weizen und Korn) [Majska pesma (Između pšenice i žita)]
- Mannesbangen (Du musst nicht meinen) [Ljudske brige (Ne bi smeo..)] (1899)
- Nicht doch! (Mädel, lass das Stricken [Ali ne! (Devojko, prestani plesti)] (1897)
- Ein Schilflied (Drüben geht die Sonne scheiden) (1893)
- Waldesnacht, du wunderkühle [Šumska noć, tako lepa] (1894/96)
- Warum bist du aufgewacht [Zašto si se probudio] (1893/94)

#### Dela za instrumente sa dirkama
- Drei Klavierstücke [3 komada za klavir] (1894)
- 6 Stücke [6 komada] za 4 ruke (1896)
- Scherzo (ca. 1894)
- Leicht, mit einiger Unruhe [Lako sa nekom uspavanošću], cis-mol (ca. 1900)
- Langsam [Sporo], As-dur (1900/01)
- Wenig bewegt, sehr zart [Mirno, jako nežno], B-dur (1905/06)
- 2 Stücke [2 komada] (1909)
- Stück [Komad] (1909)
- Stück [Komad] (1909)
- Stück [Komad] (ca. 1910)
- Mäßig, aber sehr ausdrucksvoll [Umereno, ali jako ekspresivno] (mart 1918)
- Langsam [Polagano] (leto 1920)
- Stück [Komad] (leto 1920)
- Langsame Halbe [Spore polovinke], B-dur ( (1925)
- Četvrtinka = mm. 80 (februar 1931)
- Sehr rasch; Adagio [Jako brzo; Polagano] (jul 1931)
- Andante (10. oktobar 1931)
- Komad (jesen 1933)
- Moderato (april 1934.?)
- Sonata za orgulje (fragmenti) (1941)

#### Kanoni
- O daß der Sinnen doch so viele sind! [Oh, tako brojna su čula!] (Bärenreiter I) (april? 1905) (4 glasa)
- Wenn der schwer Gedrückte klagt [Kada se teško pritisnuti požali] (Bärenreiter II) april? 1905) (4 glasa)
- Wer mit der Welt laufen will [Onaj koji želi trčati sa svetom] (za Davida Baha) (Bärenreiter XXI) (mart 1926.; srpanj 1934) (3 glasa)
- Kanon (Bärenreiter IV) (aprilj 1926) (4 glasa)
- Von meinen Steinen [Iz mojih stena] (za Erwina Steina) (Bärenreiter V) (decembar 1926) (4 glasa)
- Arnold Schönberg beglückwünschst herzlichst Concert Gebouw [Arnold Schönberg zahvaljuje Koncertu Gebouw] (Bärenreiter VI) (mart 1928) (5 glasova)
- Kanon u ogledalu sa dva slobodna srednja glasa, A-dur (Bärenreiter VIII) april 1931) (4. glasa)
- Jedem geht es so [Nijedan čovek ne može pobeći] (za Karla Engela) (Bärenreiter XIII) (april 1933.; tekst 1943) (3 glasa)
- Mir auch ist es so ergangen [Ja, isto, nisam bolje prošao] (za Karla Engela) (Bärenreiter XIV) (april 1933.; tekst 1943) (3 glasa)
- Perpetualni kanon, a-mol (Bärenreiter XV) (1933) (4 glasa)
- Kanon u ogledalu, a-mol (Bärenreiter XVI) (1933) (4 glasa)
- Es ist zu dumm [Preglupo je] (za Rudolfa Ganca) (Bärenreiter XXII) (septembar 1934) (4 glasa)
- Man mag über Schönberg denken, wie man will [Pojedinac o Šenbergu može misliti kako želi] (za Šarlot Diterle) (Bärenreiter XXIII) (1935) (4 glasa)
- Dvostruki kanon (Bärenreiter XXV) (1938) (4 glasa)
- G. Saunders, zahvalan sam vam (za Ričarda Drejk Sandersa) (Bärenreiter XXVI) (decembar 1939) (4 glasa)
- Skoro sam siguran, kada će ti tvoja njegovateljica promeniti pelene (za Artura Rodzinskog kao poklon za rođenje njegovog sina Ričarda) (Bärenreiter XXVIII) (mart 1945) (4 glasa)
- Kanon za Tomasa Mana za njegov 70. rođenadan (Bärenreiter XXIX) (jun 1945) (2 violine, viole, violončelo)
- Gravitationszentrum eigenen Sonnensystems [Ti si središte gravitacije svog vlastitog sunčevog sistema] (Bärenreiter XXX) (avgust 1949) (4 glasa)

#### Transkirpcije i aranžmani
- Johan Sebastijan Bah: Horski preludij Schmücke dich, o liebe Seele, BWV 654 (ar. 1922.: orkestar)
- Bah: Horski preludij Komm, Gott, Schöpfer, heiliger Geist, BWV 631 (ar. 1922.: orkestar)
- Bah: Preludij i fuga u Es-duru “St Anne”, BWV 552 (ar. 1928.: orkestar)
- Johanes Brams: Klavirski kvartet u g-molu, Op. 25 (ar. 1937.: orkestar)
- Luiđi Denca: Funiculì, Funiculà (ar. 1921.: glas, klarinet, mandolina, gitara, violina, viola, violončelo)
- Gustav Maler: Das Lied von der Erde [Pesma o zemlji] (ar. Arnold Schönberg & Anton Webern, 1921.; dovršio Rainer Rien, 1983.: sopran, flauta i pikolo, oboa i engleski rog, klarinet, fagot i kontrafagot, rog, harmonij, klavir, 2 violine, viola, violončelo, bas)
- Maler: Lieder eines fahrenden Gesellen [Pesme putujećeg detilća] (ar. Arnold Schönberg, 1920.: glas, flauta, klarinet, harmonij, klavir, 2 violine, viola, violončelo, bas, udaraljke)
- Georg Matias Mon: koncert za violončelo u g-molu (1932/33)
- Maks Reger: Eine romantische Suite [Romantična svita], Op. 125 (ar. Arnold Schönberg & Rudolf Kolisch, 1919/1920.: flauta, klarinet, 2 violine, viola, violončelo, harmonij, klavir)
- Franc Šubert: Rosamunde, Fürstin von Zypern, D. 797 (ar. Arnold Schönberg, 1903.?: klavir)
- Šubert: Ständchen [Serenada], D. 889 (ar. Arnold Schönberg (1921) (glas, klarinet, fagot, mandolina, gitara, 2 violine, viola, violončelo))
- Johann Sioly: Weil i a alter Drahrer bin (ar. 1921.: klarinet, mandolina, gitara, violina, viola, violončelo)
- Johan Štraus mlađi: Kaiser-Walzer [Carski valcer], Op. 437 (ar. 1925.: flauta, klarinet, 2 violine, viola, violončelo, klavir)
- Johan Štraus, mlađi.: Rosen aus dem Süden [Ruže sa juga], Op. 388 (ar. 1921.: harmonij, klavir, 2 violine, viola, violončelo)

## Spoljašnje veze
- Kompozicije – pregled, sa linkovima ka svim kompozicijama
- Arnold Schoenberg (бесплатне песме за субјекат) на сајту IMSLP (језик: енглески)